# Arturo Cavero Calisto
Arturo Cavero Calisto był peruwiańskim politykiem w latach 70'. Alkad Limy w latach 1975–1977.